# Otto Adam (Fechter)
Otto Adam (* 24. November 1909 in Wiesbaden; † 2. Dezember 1977 in Ottweiler) war ein deutscher Fechter und Sportfunktionär.

## Sportliche Laufbahn
Otto Adam focht ab 1933 mit Florett und Säbel über ein Jahrzehnt in allen Finals der deutschen Fechtmeisterschaften. 1936 gehörte er bei den  Olympischen Spielen in Berlin zu der Florettmannschaft mit Erwin Casmir, Julius Eisenecker, August Heim, Siegfried Lerdon und Stefan Rosenbauer, die für Deutschland die Bronzemedaille gewann. 1954 wurde er noch einmal deutscher Vizemeister mit dem Florett und Dritter im Säbelfechten. Von 1952 bis 1974 war er Präsident des Saarländischen Fechterbundes FBS. Er wurde 1957 in das Amt des Präsidenten des Deutschen Fechter-Bundes berufen, welches er bis 1970 innehatte. In den Jahren seiner Amtsführung fanden die deutschen Fechter und Fechterinnen wieder Anschluss an die Weltspitze. Danach war er Ehrenpräsident des Deutschen Fechter-Bundes. Adam wurde mit dem Bundesverdienstkreuz am Bande ausgezeichnet.